# 克里斯蒂安·維爾特
克里斯蒂安·維爾特（Christian Wirth）是一位德國黨衛軍軍官和大屠殺的主要實施者，也是滅絕波蘭猶太人的計畫（即萊茵哈德行動）的主要設計者之一。由於他在黨衛隊、特拉夫尼基警衛及集中營囚犯和受害者中極端行為，他獲得了“殘忍的克里斯蒂安”（Christian der Grausame）、“斯圖卡”和“野蠻的基督徒”等綽號。
克里斯蒂安·維爾特參與了T4行動計劃，該計劃以毒氣或註射死刑的方式殺害殘疾人，之後又實施了“萊茵哈德行動”，幾乎憑一己之力建立了滅絕營，用於大規模屠殺。克里斯蒂安·維爾特後來擔任萊因哈德全部集中營的督察。萊茵哈德行動結束後，他在的里雅斯特附近的赫爾佩列-科濟納市鎮被南斯拉夫人民解放軍和游擊隊殺害。